# اريك بول
اريك بول (بالإنجليزية: Eric Bull)‏ (28 سبتمبر 1886 - 14 مايو 1954) هو لاعب كريكت أسترالي.

## وصلات خارجية
- اريك بول على موقع إي آس بي آن كريك إنفو (الإنجليزية)